# 呂瑟峽灣

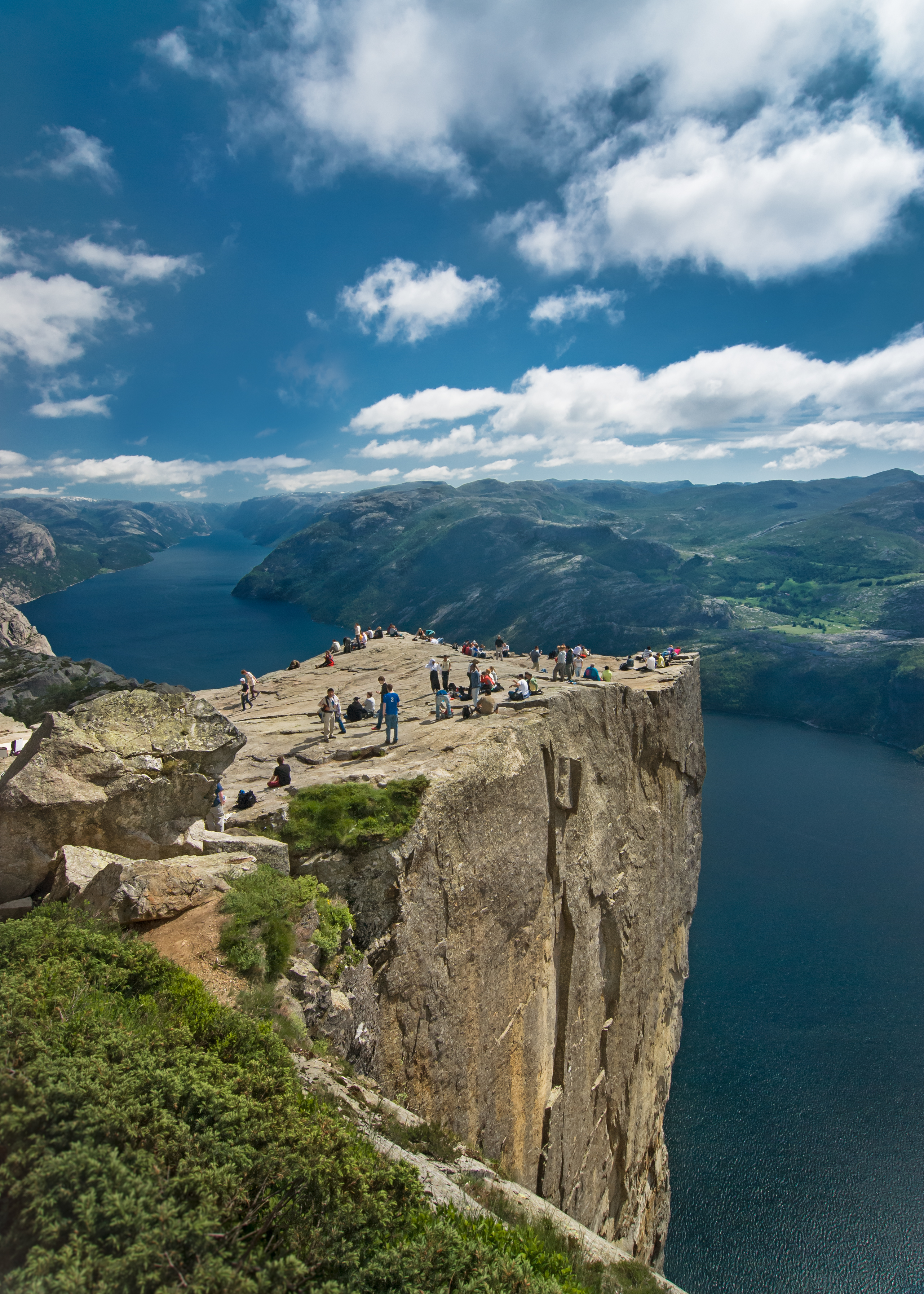
吕瑟峡湾的全景

吕瑟峡湾（挪威語：Lysefjorden）是位于北欧国家挪威西南部的一个峡湾，位于罗加兰郡福桑市镇，在斯塔万格以东约25公里。它全长42公里，岩石到水面近乎垂直，距离超过1000米，是挪威著名的旅游景点之一。其中尤以布道台（Preikestolen）的景致最为著名。